# Danielle Dax
Danielle Dax, artiestennaam van Danielle Gardner (Southend-on-Sea, 23 september 1958), is een Brits muzikante en zangeres uit het experimentele new wave-genre. Ze was aanvankelijk lid van de groep Lemon Kittens. Haar muziek is commercieel nooit bijzonderlijk succesrijk geweest, maar ze heeft een kleine schare overtuigde fans ter wille van het avant-gardistische karakter van haar oeuvre. In de Lage Landen was haar nummer Pariah medio jaren 80 uiterst geliefd onder goths.
Danielle Dax begon haar zangcarrière in Benjamin Brittens opera Noye's Fludde in de Royal Albert Hall. In 1979, ten tijde van de opkomende new wave, werd ze toetseniste bij Army Turtle and the Crossroads, die later als Lemon Kittens bekend werden. De bandleider Karl Blake had haar drie weken eerder ontmoet, nadat hij een artikel over haar gelezen had; Dax hield zich toentertijd met trottoirtekeningen bezig, en speelde ook fluit en saxofoon. Van toen af aan verzorgde ze de cover-art voor de albums van Lemon Kittens. Hun eerste gezamenlijke concert greep plaats aan de Universiteit van Reading. Ook ontwierp ze de cover-art voor het album Let the Power Fall van Robert Fripp.
Vanaf 1982 ging Dax solo, nadat Lemon Kittens hun activiteiten stillegden. Op korte tijd bracht ze drie albums uit. In 1988 tekende ze een contract bij Sire Records. Ze was eveneens als actrice actief in de film The Company of Wolves van Neil Jordan (1984) en schreef de muziek voor Axel van Nigel Wingrove (1988).
Danielle Dax maakte nog enkele albums voor haar eigen label, Biter of Thorpe, maar vanaf 1996 hield ze haar muzikale carrière voor bekeken en ging voortaan in de binnenhuisdecoratie werken. Ze won de prijs voor Designer van het jaar van het BBC-programma Homefront.

## Discografie

### Met Lemon Kittens
- 1980 We Buy A Hammer For Daddy
- 1982 The Big Dentist

### Soloalbums
- 1984 Pop-Eyes
- 1984 Jesus Egg That Wept
- 1987 Inky Bloaters
- 1987 The Chemical Wedding
- 1988 Dark Adapted Eye
- 1990 Blast the Human Flower
- 1995 Timber Tongue
- 1995 Comatose Non Reaction: The Thwarted Pop Career of Danielle Dax (compilatie)